# Партизаны (фракция ПОРП)
«Фра́кция партиза́н» (пол. Partyzanci (frakcja PZPR)) — внутрипартийная группировка в правящей компартии ПНР 1960-х годов. Объединяла бывших участников коммунистического партизанского движения во главе с Мечиславом Мочаром. Стояла на позициях ортодоксального сталинизма, национализма и антисемитизма. Сыграла видную роль в политическом кризисе 1968. Потерпела поражение после рабочих выступлений 1970/1971 и смены партийно-государственного руководства.

## Состав
В 1964 году дивизионный генерал Мечислав Мочар был назначен министром внутренних дел ПНР. Мочар был известен как сторонник жёсткого курса и тотального полицейского контроля над политической жизнью. Его назначение воспринималось как реванш сталинистов, удар по ограниченной либерализации, начатой в 1956 и прежде связываемой с именем Владислава Гомулки. Вокруг Мочара группировались функционеры ПОРП и чины силовых структур, прошедшие партизанское движение АЛ и службу в госбезопасности первых лет коммунистического правления.
Ближайшим сподвижником Мечислава Мочара был генерал Гжегож Корчинский. Во «фракцию» (термин условен, поскольку формально фракционность в ПОРП запрещалась) входили такие деятели, как генерал милиции Францишек Шляхциц, начальник армейской службы безопасности генерал Теодор Куфель, главный комендант гражданской милиции генерал Тадеуш Петшак, заместитель начальника III департамента МВД полковник Тадеуш Валихновский, полковник СБ Мариан Яниц, заместитель начальника армейского политуправления генерал Ян Чапля, партийный куратор профсоюзов Игнацы Лога-Совинский, вице-председатель Союза польских журналистов Мечислав Рог-Свёстек. В высшем партийном руководстве группировку поддерживали члены политбюро ЦК ПОРП Зенон Клишко (куратор идеологии, второе после Гомулки лицо в партийной иерархии) и Рышард Стшелецкий. Некоторое время симпатию к «партизанам» проявлял генерал Войцех Ярузельский, будущий глава ПОРП и ПНР, в тот период начальник генштаба.
Национал-коммунистические тенденции пользовались поддержкой многих партийных чиновников среднего и низшего звена, а также молодых активистов ПОРП, особенно из промышленных районов Силезии.
Важным инструментом «партизанской» организации и пропаганды являлось ветеранское объединение Союз борцов за свободу и демократию, с 1962 возглавленное Мочаром.

## Доктрина
Идеологически «партизаны» соединяли ортодоксальный коммунизм в сталинистской форме с польским национализмом. Основой для такого совмещения являлись принципы «ветеранского этоса» — обращения к символам и понятиям 1939-1945 годов, культ войны и победы. Любое несогласие интерпретировалось как неуважение к ветеранскому подвигу. «Партизаны» категорически отвергали тенденции к либерализации режима, проповедовали государственную автократию. Основные положения «партизанской» идеологии излагалась в военном романе Barwy walki (Цвета борьбы), автором которого выступал Мечислав Мочар.
Излюбленным выражением Мочара было: Ja jako były partyzant — «Я, как бывший партизан». Частое шаблонное повторение этой фразы привело к тому, что в массах она переиначивалась в пренебрежительное jaja kobyły.
Важным элементом «партизанской» идеологии являлась ксенофобия, заострённая против евреев, украинцев и немцев. Германофобия основывалась на вековой вражде, особенно на памяти о сравнительно недавней нацистской оккупации. Украинофобия — на борьбе польских коммунистов с ОУН-УПА. Обоснованием же антисемитизма парадоксально являлись разоблачения «нарушений социалистической законности», «злоупотребления властью», «репрессий против честных поляков» — совершавшихся такими функционерами ППР-ПОРП и органов госбезопасности, как Якуб Берман, Роман Ромковский, Юзеф Рожаньский, Адам Хумер и многие другие. Наиболее яростным антисемитизмом отличался Корчинский, в своё время осуждённый за еврейский погром. При этом интересно, что сам Мечислав Мочар этнически был наполовину украинцем, женат на еврейке и активно участвовал в репрессиях под руководством Бермана и Ромковского.
Тщательно камуфлировалась, но периодически проявлялась неприязнь «партизан» также к русским и особенно к тем польским коммунистам, которые не были участниками антинацистского подполья, а пришли в Польшу вместе с советскими войсками в 1944. Эта сторона препятствовала сближению «партизан» с генералом Ярузельским.

## Политика
Политический смысл деятельности группировки состоял в борьбе за перераспределение власти и политического влияния. Конфликт уходил корнями в середину 1950-х, в противостояние «пулавян» («еврейские интеллектуалы» Леона Касмана и Романа Замбровского) с «натолинцами» («рабоче-крестьянские поляки» Францишека Юзвяка и Владислава Кручека). Продолжая «натолинскую» линию, «партизаны» стремились окончательно вытеснить из правящих кругов функционеров старшего поколения, особенно еврейской национальности. В этом группировка могла опереться на широкую поддержку партийного актива, в том числе «молодых патриотов», заинтересованных в освобождении номенклатурных вакансий. Параллельно ставилась цель ужесточения режима, подавления оппозиционных настроений.
Формально «партизаны» выражали лояльность Гомулке, но фактически были сторонниками его замены на посту первого секретаря. Потенциальным кандидатом являлся Мочар.

## Успех и провал
События 1967 года — Шестидневная война, разрыв дипломатических отношений между СССР и Израилем, польские студенческие волнения и активизация диссидентских кругов, где было немало евреев — создали необходимые условия для политического наступления «партизан». Их позиции резко укрепились в ходе политического кризиса 1968 и последующих антисемитских чисток партийно-государственных структур и культурных учреждений. В 1968 Мочар стал секретарём ЦК ПОРП, в 1970 — членом политбюро. В армии укрепились позиции Корчинского и Куфеля, в МВД — Шлахчица и Яница. Возросло идеологическое влияние Рог-Свёстека. Фактически на позиции группировки перешёл не только Клишко, но и премьер-министр Юзеф Циранкевич.
Однако планы «фракции партизан» оказались сорваны рабочими протестами 1970/1971. Мочар и его сторонники заняли наиболее жёсткую позицию. Клишко, Корчинский, Шляхциц несли прямую ответственность за кровопролитие, сам Мочар участвовал в принятии политического решения. Результатом стала вынужденная отставка большинства высших руководителей партии и государства, в том числе Гомулки, Клишко, Мочара, Циранкевича. Новый первый секретарь ЦК ПОРП Эдвард Герек проводил гораздо более умеренную политику, основанную на социальном маневрировании.

## Попытки продолжения
Политическая традиция «фракции партизан» в 1980-е годы была продолжена «партийным бетоном». В 1980—1981 сам Мочар вновь состоял в высшем партийном руководстве. Со сходных позиций выступали Тадеуш Грабский, Стефан Ольшовский, Альбин Сивак, Юзеф Барыла. Идейная доктрина «партизан» развивалась в таких организациях, как Патриотическое объединение «Грюнвальд» генерала Францишека Цимбаревича и Ассоциация «Реальность» журналиста Рышарда Гонтажа. В 1988—1989 эти силы потерпели полное поражение в противоборстве с движением Солидарность и во внутрипартийном конфликте с группой Ярузельского—Кищака—Раковского.